# John Yoo

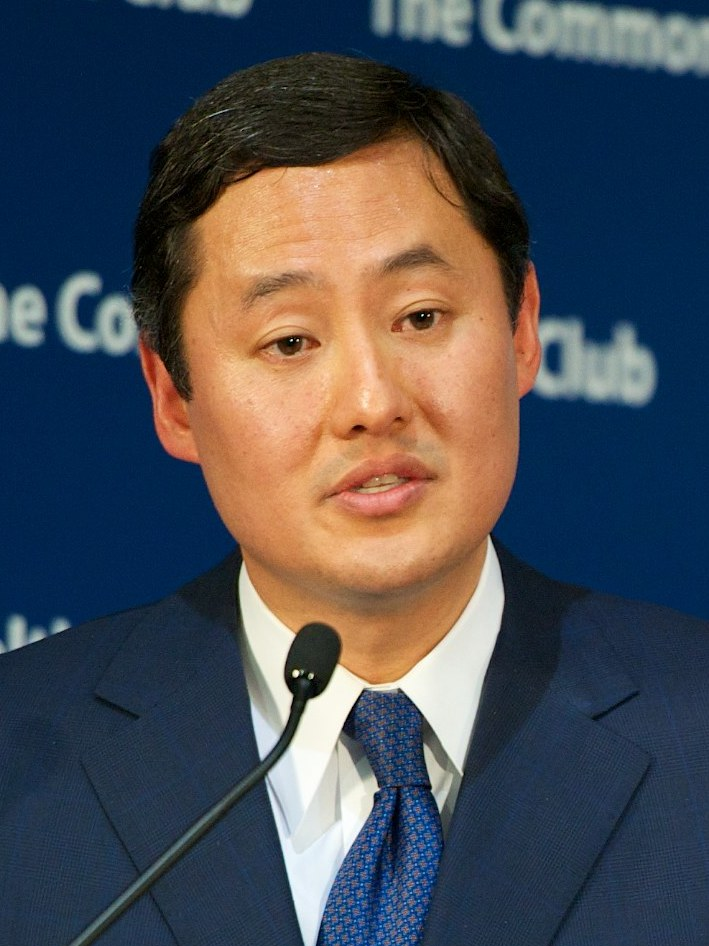
John Yoo (2012)

John Choon Yoo (* 10. Juli 1967 in Seoul) ist ein US-amerikanischer Anwalt, Professor und Autor. Er erarbeitete maßgeblich die rechtliche Grundlage für Folterungen der CIA während der Amtszeit von George W. Bush, die sogenannten Folter-Memos.

## Leben
Yoo emigrierte als Kind mit seinen Eltern aus Südkorea in die Vereinigten Staaten und wuchs in Philadelphia auf. Er studierte Amerikanische Geschichte in Harvard und machte einen Abschluss in Jura (J.D.) an der Yale Law School. Im Jahr 1993 erhielt er die Zulassung als Rechtsanwalt in Pennsylvania und eine Berufung an die Berkeley Boalt School of Law.
Während der Regierungszeit von George W. Bush (2001 bis 2009) wurde er zum stellvertretenden Assistant Attorney General im Office of Legal Counsel (dt. Amt für juristische Beratung) im Justizministerium der Vereinigten Staaten berufen. Hier erarbeitete er maßgeblich die juristische Interpretation der Genfer Konvention, auf deren Grundlage der Krieg gegen den Terror geführt wurde. Zusammen mit Jay Bybee ist er außerdem Co-Autor der sogenannten Folter-Memos, einer rechtlichen Einschätzung „erweiterter Verhörmethoden“ (enhanced interrogation techniques). Hierin findet sich die juristische Grundlage für die Anwendung von Folter durch die CIA.
Erstmals im April 2002 segnete Yoo die Folterungen an Abu Subaida ab. Im August 2002 erarbeitete er die verbindliche juristische Leitlinie, nach der die CIA ihre Befragungen durchführte. Hiernach war alles erlaubt, was nicht zu Organversagen, dem Ausfall von Körperfunktionen oder zum Tod führt.
Mit dem Amtsantritt von Barack Obama musste Yoo sein Amt aufgeben und unterrichtete wieder an der Universität Berkeley in Kalifornien.
Den nachfolgenden US-Präsidenten Donald Trump beriet Yoo dabei, wie er den Kongress bei der Durchsetzung seiner Politik umgehen könne.

## Sonstiges
Seit dem Jahr 2003 ist er Gastprofessor am American Enterprise Institute, einer Denkfabrik, die maßgeblich die Politik in der Amtszeit von George W. Bush prägte.
Er war Teil der Bush Six, die von dem spanischen Untersuchungsrichter Baltasar Garzón im Jahr 2009 wegen der Anwendung von Folter angeklagt wurden.
Seit dem 13. April 2013 verbietet ihm die russische Regierung die Einreise mit dem Hinweis, er sei verantwortlich für die Legalisierung von Folter und unbefristete Inhaftierung von Gefangenen. Dies geschah in einem direkten zeitlichen Zusammenhang mit der Magnitzky-Liste, auf der russische Beamte aufgeführt werden, denen die Einreise in westliche Staaten untersagt ist.
Bei der Präsidentschaftswahl in den Vereinigten Staaten 2016 stimmte Yoo nicht für Donald Trump. Mittlerweile steht er Trump jedoch nahe. So bewarb dieser Yoos neuestes Buch (Defender in Chief: Donald Trump's Fight for Presidential Power) auf Twitter und traf sich mit dem Juristen Anfang August 2020.